# Yacoub Sidya
Yacoub Sidya est un entrepreneur mauritanien, actif dans les domaines de la sécurité privée, de l’aviation et des ressources naturelles en Afrique de l’Ouest.

## Biographie

### Jeunesse et formation
Yacoub Sidya est né en 1978 à Nouakchott, en Mauritanie. Sa mère, Ramle Mint Sid’Ahmed Lehbib, joue un rôle central dans son éducation, tandis que son père, Abdellahi Sidya, est ambassadeur en URSS sous Mokhtar Ould Daddah avant de devenir un homme d'affaires a succès. Ce dernier voit son patrimoine confisqué sous le régime de Mohamed Khouna Ould Haidalla, contraignant la famille à s'exiler à Paris avant de revenir en Mauritanie après la chute du régime.
Dès son jeune âge, Yacoub Sidya se distingue dans le football, ce qui lui permet d’obtenir une bourse pour poursuivre ses études aux États-Unis. Il intègre la Northern Kentucky University, où il obtient un diplôme en administration des affaires,. Pendant cette période, il occupe divers emplois pour financer ses études, notamment comme entraîneur sportif et employé dans des cantines scolaires.

### Carrière
Il débute chez Discoverytel, une entreprise américaine spécialisée dans les télécommunications, où il travaille sur des projets liés à la technologie Voix sur IP (VoIP).

#### Fondation deMSS Security
En 2005, Yacoub Sidya fonde MSS Security, une entreprise spécialisée dans la sécurité privée. Cette initiative est motivée par un événement personnel : l’agression de sa sœur, malgré la présence de gardes privés, soulignant les lacunes des services de sécurité locaux. Il investit 200 000 dollars de ses économies pour lancer l’entreprise.
MSS Security devient rapidement comme un acteur clé, obtenant des contrats avec des organisations internationales telles que les Nations unies, les U.S. Marines, et des entreprises minières comme Kinross Gold. L’entreprise fournit des services variés, incluant la sécurité des sites industriels, le transport sécurisé de valeurs et la protection rapprochée. En 2013, MSS Security a des revenus annuels de plus de 50 millions de dollars et emploie 4 000 personnes. Ses activités s’étendent au Mali, au Burkina Faso, au Sénégal, à la Guinée et au Niger.

#### Diversification avecPhoenix Precious MetalsetGlobal Aviation
En 2015, Yacoub Sidya élargit ses activités en fondant Phoenix Precious Metals (PPM), basée à Dubaï. La société se spécialise dans l’achat, le transport et l’exportation d’or. PPM détient des licences minières en Mauritanie, au Mali et au Burkina Faso, facilitant l’exportation d’or vers des raffineries internationales.
La même année, en 2015, l'entrepreneur fonde Global Aviation, une entreprise opérant dans le domaine des vols humanitaires et de la logistique stratégique. L’entreprise dispose d’une flotte d’avions capables d’atterrir sur des pistes en zones reculées et d’un centre de maintenance aéronautique en Mauritanie, inauguré en 2021. En 2024, Global Aviation dispose de 18 avions et de trois hélicoptères,.
En 2024, il fonde MSS Clinic afin de créer une clinique moderne à Nouakchott.

## Engagement humanitaires
L'homme d'affaires déploie à plusieurs reprises de l'aide humanitaire en Guinée.
En décembre 2023, lors de l’explosion du dépôt des hydrocarbures à Kaloum l'homme d'affaire convoi 5,8 tonnes de médicaments dans un avion de sa compagnie Global Aviation à Conakry pour les victimes,,,.
En avril 2024, il met à disposition un avion de Global Aviation pour évacuer huit blessés graves lors de l'accident de Macenta,.

## Pressions politiques et contentieux
En 2015, à la suite de pressions politiques et économiques locales, il choisit de délocaliser ses opérations à Dubaï où il fonde Phoenix Precious Metals,.
A partir de 2018, il est victimes de plusieurs accusations autour de son activité de transfer de fonds et notamment avec la Banque centrale de la république de Guinée. Un audit de KPMG le blanchit et les rumeurs ne débouchent sur aucunes poursuites,,. Les accusations viennent principalement du site Le Dialogue.
En janvier 2025, Yacoub Sidya est détenu quelques semaines en Guinée dans le cadre d’une enquête sur des transactions aurifères impliquant la Banque centrale du pays – dont son gouverneur Karamo Kaba – et plusieurs figures du secteur minier. Alors que l'or est retrouvé et remis aux coffres de la Banque centrale, il est libéré avec tous les autres acteurs gardés à vue. Le dossier est clôturé discrètement et ne donne lieu à aucune poursuite,,.

## Distinctions
En 2023, Yacoub Sidya obtient la nationalité guinéenne en reconnaissance de ses contributions économiques et sociales au pays, et notamment pour son engagement humanitaire dans le pays,.
Le 29 décembre 2024, il est nommé parmi les « 100 personnalités qui transforment l'Afrique » dans la catégorie « Les CEO de l'année », publiée par le media panafricain Financial Afrik.